# When You're a Long, Long Way From Home
«When You're a Long, Long Way from Home» es una canción de la Primera Guerra Mundial escrita por Sam M. Lewis y compuesta por George W. Meyer. Esta canción fue publicada en 1914 por Broadway Music Corp.
La partitura se encontra en el Museo y Biblioteca Militar Pritzker. 